# Eupithecia limnata
Eupithecia limnata är en fjärilsart som beskrevs av Richard F. Pearsall 1909. Eupithecia limnata ingår i släktet Eupithecia och familjen mätare. Inga underarter finns listade i Catalogue of Life.